# Forneys Creek (Carolina del Norte)
Forneys Creek es un territorio no organizado  ubicado en el  condado de Swain en el estado estadounidense de Carolina del Norte. En el año 2010 tenía una población de 11 habitantes.

## Geografía
El territorio de Forneys Creek se encuentra ubicado en las coordenadas 35°30′5.6″N 83°40′11.52″O / 35.501556, -83.6698667.